# Флокулянти
Флокулянти (рос. флокулянты, англ. flocculants; нім. Flockenbildner m, Flockungsmittel n) — речовини (розчини електролітів, ПАР, полімери), які викликають в рідких колоїдно-дисперсних системах флокуляцію.

## Загальний опис
Використовуються в технол. процесах водопідготовки, збагачення корисних копалин, закріплення ґрунтів та ін.
Найбільше практичне значення мають полімерні Ф. для систем з водним дисперсійним середовищем. Більшість з них — розчинні високомол. сполуки лінійної будови, макромолекули яких складаються з однорідних (гомополімери) або різнорідних (кополімери) мономерних ланок.
Молекулярна маса таких полімерів варіює в межах 1·104—1,5·107, а довжина мол. ланцюга — від декількох десятків до декількох тисяч нм. Ф. можуть бути як органічними, так і неорганічними полімерами. Органічні Ф. представлені рядом різноманітних природних, штучних і синтетичних полімерів. Ф. природного походження: крохмалі, поліальгінати, гуарові смоли, ефір целюлози, лігносульфонові і гумінові кислоти, хітозан, біофлокулянти. Група синтетич. Ф. включає: полікислоти та їх солі, поліефіри, поліаміди, поліаміни, поліспирти, акрилові полімери. Серед неорганічних Ф. пром. застосування має активна кремнекислота, яку отримують конденсацією низкомол. кремнієвих к-т та їх солей. Флокулянти поділяють на нейоногенні і йоногенні (поліелектроліти). Останні, залежно від характеру йонізації, можуть бути аніонними, катіонними і амфотерними. Робочі концентрації Ф. змінюються в широких межах залежно від кількості і дисперсності флокульованої фази, мети і умов флокуляції, типу реаґенту.
Широко відомі полімерні флокулянти, які застосовують у збагаченні вугілля.
Напр., поліакриламід (неселективний Ф.), латекс (селективний Ф.). При підготовці води для промислових та побутових потреб Ф. використовують у концентраціях 0,1-50 мг/дм3, а при очищенні бурового розчину від шламу 0,1-1,5 г/дм3. У багатьох випадках для підвищення ефективності дії Ф. їх застосовують у поєднанні з неорганічними коагулянтами.